# A Horse with No Name
A Horse with No Name – pierwszy singel z debiutanckiego albumu zespołu America.
Jest to najbardziej znany przebój amerykańskiej grupy. Piosenka znalazła się na pierwszej płycie, zatytułowanej America w roku 1972.
Tematem utworu jest samotność, poczucie wyobcowania i ucieczka od społeczeństwa (tytułowy „koń bez imienia”, który jest tu również uosobieniem dzikości kryjącej się w człowieku). W każdej kolejnej zwrotce treść jest coraz bardziej surrealistyczna. Ostatnie słowa (Under the cities lies a heart made of ground / But the humans will give no love) dają czytelną aluzję destrukcji człowieka wyobcowanego.